# Vladimir Padrino López
Vladimir Padrino López   (Caracas, 30 de maig de 1963) és un militar amb el rang de general en cap de l'Exèrcit Bolivarià i polític veneçolà, que exerceix com a ministre de Defensa des de 2014 a Veneçuela. És un dels funcionaris de major confiança del govern del president Nicolás Maduro.
Durant l'intent de colp d'estat a Veneçuela de 2002 era comandant del batalló d'infanteria Simón Bolívar, destacat a Fort Tiuna. Durant aquells esdeveniments es va mantenir lleial al govern d'Hugo Chávez. Posteriorment, l'any 2012, va ser nomenat segon comandant i cap de l'Estat Major General de l'Exèrcit Bolivarià.
És autor del manual «Procediment de Preparació d'Operacions», que és utilitzat com a consulta i serveix de referència en instituts, escoles i universitats de capacitació i formació professional de la Força Armada Nacional Bolivariana. El 24 d'octubre de 2014 va ser nomenat ministre de defensa pel president Nicolás Maduro com a successor de Carmen Meléndez, i posteriorment ratificat com a Ministre del Poder Popular per a la Defensa el dia 7 de juliol de 2019.